# USS Adamant (AMc-62)
USS Adamant (AMc-62) – trałowiec typu Accentor. Pełnił służbę w United States Navy w czasie II wojny światowej.
Jego stępkę położono 31 marca 1941 w Greenport Basin and Construction Company jako USS „Advance”. Przemianowano go 17 maja 1941. Zwodowano go 7 czerwca 1941. Wszedł do służby 26 września 1941.
W czasie wojny pełnił służbę na Atlantyku w pobliżu wschodniego wybrzeża USA.
Wycofany ze służby 18 grudnia 1945. Skreślony z listy jednostek floty 8 stycznia 1946. 3 marca 1947 sprzedany na złom.